# Roudouallec
Roudouallec (bretonisch: Roudoualleg) ist eine französische Gemeinde mit 715 Einwohnern (Stand 1. Januar 2022) im Département Morbihan in der Region Bretagne. Sie gehört zum Gemeindeverband Roi Morvan Communauté.

## Geographie
Roudouallec liegt ganz im Nordwesten des Départements Morbihan an der Grenze zum Département Finistère und gehört zum Pays du Roi Morvan.
Nachbargemeinden sind Spézet im Norden, Gourin im Osten, Guiscriff im Süden sowie Leuhan und Saint-Goazec im Westen. 
Der Ort selber liegt an der D1/D15 nach Quimper. Die wichtigste überregionale Straßenverbindung ist die N 164 weit im Norden. 
Die bedeutendsten Gewässer sind der Fluss Isole sowie die Bäche Boscadouen, Minez Roudou und Moulin du Pré. Die Isole bildet gleichzeitig teilweise die westliche Gemeinde- und Départementsgrenze, der Moulin du Pré die Ostgrenze. Das Gemeindegebiet liegt teils im Gebirgsmassiv Montagnes Noires.

## Bevölkerungsentwicklung
| Jahr      | 1962 | 1968 | 1975 | 1982 | 1990 | 1999 | 2006 | 2019 |
| Einwohner | 1100 | 1144 | 961  | 856  | 772  | 700  | 704  | 705  |

## Geschichte
Die Gemeinde gehörte zur bretonischen Region Kernev (frz. Cornouaille) und innerhalb dieser Region zum Gebiet Bro Chtou (frz. Chtou) und teilte dessen Geschichte. 
Seit 1793 gehört Roudouallec zum Kanton Gourin.

## Sehenswürdigkeiten
- Kirche Notre-Dame-de-Lorette aus dem 16.–18. Jahrhundert
- Kapelle Saint-Michel in Moustoir aus dem 16. und 17. Jahrhundert
- Brunnen fontaine de dévotion Saint-Vénec in Kerhon aus dem 16. und 17. Jahrhundert
- Wassermühle in Roudouallec
- Alignement von Guernangoué
- Menhir du Petit Moustoir (auch Menhir von Men-Berr)

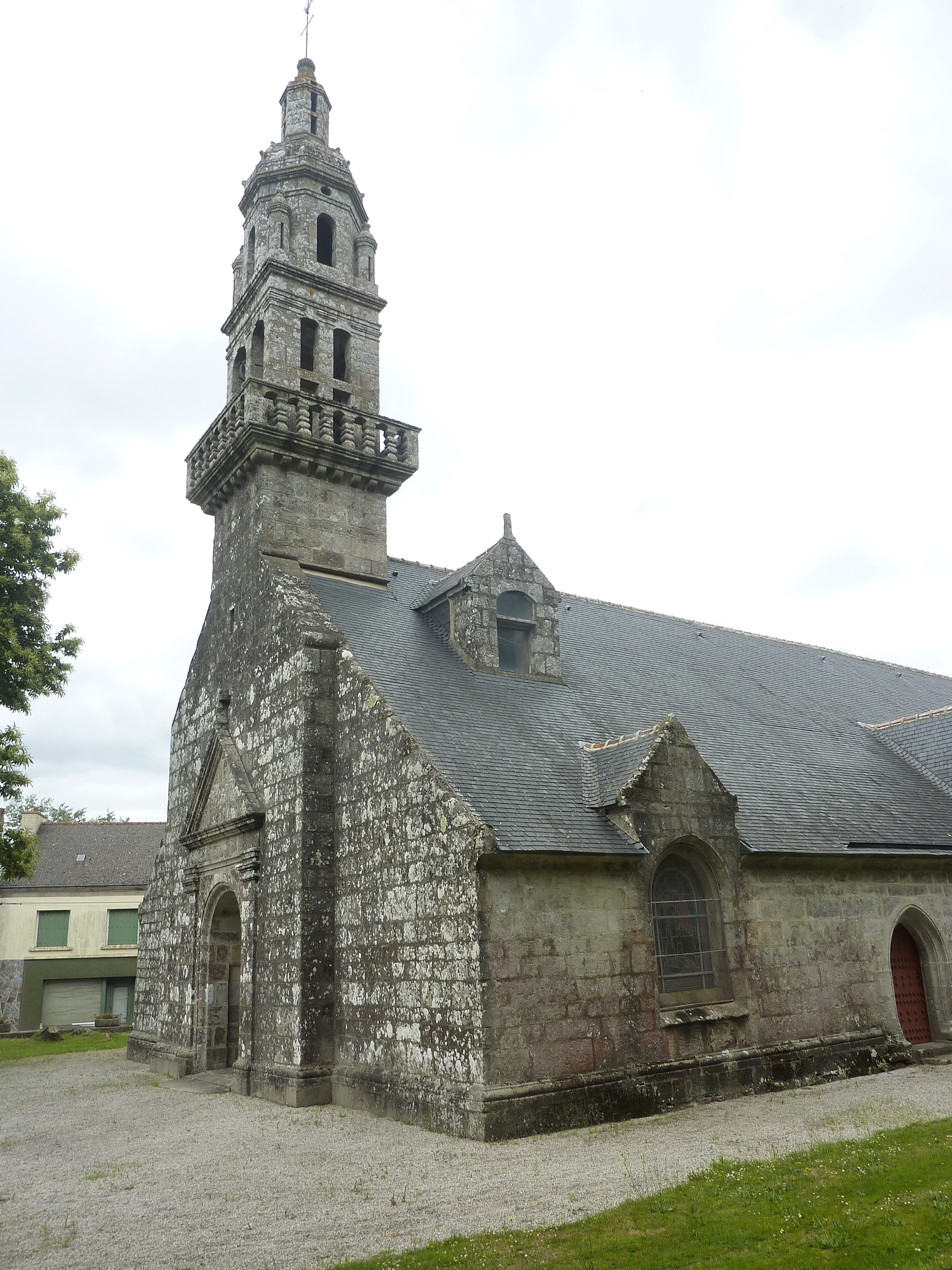
Kirche Notre-Dame-de-Lorette

Quelle: